# Perisesarma
Perisesarma is een geslacht van kreeftachtigen uit de klasse van de Malacostraca (hogere kreeftachtigen).

## Soorten
- Perisesarma alberti Rathbun, 1921
- Perisesarma bengalense Davie, 2003
- Perisesarma bidens (De Haan, 1835)
- Perisesarma brevicristatum (Campbell, 1967)
- Perisesarma cricotum Rahayu & Davie, 2002
- Perisesarma darwinense (Campbell, 1967)
- Perisesarma dussumieri (H. Milne Edwards, 1853)
- Perisesarma eumolpe (de Man, 1895)
- Perisesarma fasciatum (Lanchester, 1900)
- Perisesarma foresti Rahayu & Davie, 2002
- Perisesarma guttatum (A. Milne-Edwards, 1869)
- Perisesarma haswelli (de Man, 1887)
- Perisesarma holthuisi Davie, 2010
- Perisesarma huzardi (Desmarest, 1825)
- Perisesarma indiarum (Tweedie, 1940)
- Perisesarma kamermani (de Man, 1883)
- Perisesarma lividum (A. Milne-Edwards, 1869)
- Perisesarma longicristatum (Campbell, 1967)
- Perisesarma maipoense (Soh, 1978)
- Perisesarma messa (Campbell, 1967)
- Perisesarma onychophorum (de Man, 1895)
- Perisesarma samawati Gillikin & Schubart, 2004
- Perisesarma semperi (Bürger, 1893)